# Monacos Grand Prix 2007
Monacos Grand Prix 2007 var det femte av 17 lopp ingående i formel 1-VM 2007.

## Rapport
Loppet blev en uppvisning av Fernando Alonso och Lewis Hamilton i McLaren. De båda varvade alla utom trean Felipe Massa i Ferrari. Han var som dock 69,1 sekunder efter vinnaren i mål. Kimi Räikkönen, som haft problem med sin bil under kvalificeringen, startade från 16:e startrutan men körde upp till åttonde plats. Alonso tog därmed ledningen i förarmästerskapet på 38 poäng, före Hamilton med 38 och Massa 33.
FIA startade dock dagen efter en undersökning om McLaren genom en stallorder bestämt att Hamilton skulle agera så att Alonso kunde vinna loppet. FIA beslutade senare att McLarens tävlingsstrategi var enligt reglerna, varför inga andra åtgärder behövde vidtagas.

## Resultat
1. Fernando Alonso, McLaren-Mercedes, 10 poäng
2. Lewis Hamilton, McLaren-Mercedes, 8
3. Felipe Massa, Ferrari, 6
4. Giancarlo Fisichella, Renault, 5
5. Robert Kubica, BMW, 4
6. Nick Heidfeld, BMW, 3
7. Alexander Wurz, Williams-Toyota, 2
8. Kimi Räikkönen, Ferrari, 1
9. Scott Speed, Toro Rosso-Ferrari
10. Rubens Barrichello, Honda
11. Jenson Button, Honda
12. Nico Rosberg, Williams-Toyota
13. Heikki Kovalainen, Renault
14. David Coulthard, Red Bull-Renault
15. Jarno Trulli, Toyota
16. Ralf Schumacher, Toyota
17. Takuma Sato, Super Aguri-Honda
18. Anthony Davidson, Super Aguri-Honda

### Förare som bröt loppet
- Christijan Albers, Spyker-Ferrari (varv 70, drivaxel)
- Adrian Sutil, Spyker-Ferrari (53, olycka)
- Mark Webber, Red Bull-Renault (17, växellåda)
- Vitantonio Liuzzi, Toro Rosso-Ferrari (1, olycka)